# Глухов, Фёдор Дмитриевич
Фёдор Дми́триевич Глу́хов (1906, Александров Гай — 1943) — Герой Советского Союза, гвардии сержант, командир пулемётного расчёта 184-го гвардейского стрелкового полка 62-й гвардейской стрелковой дивизии.

## Биография
Родился в селе Александров Гай (ныне — районный центр в Саратовской области) в семье крестьянина. Получил начальное образование.
Служил в Красной Армии в 1928—1932 и 1942—1943 годах. С 1932 по 1942 годы работал механизатором в совхозе «Горькореченский».
С ноября 1942 года до дня гибели — 6 октября 1943 года — сражался на Северо-Кавказском и Степном фронтах. Принимал участие в обороне и освобождении Кавказа, разгроме врага на Украине. За боевые отличия имел 6 благодарностей от командования.
Подвиг
В конце сентября 1943 года войска Степного фронта начали выходить к Днепру. Во всех частях был заранее организован сбор подручных переправочных средств по рекам Ворскла и Орель. Фёдор Глухов приобрёл небольшую рыбачью лодку в селе Кобеляки на Полтавщине, подарив крестьянину трофейного коня.
К Днепру полк вышел на исходе дня 29 сентября. За рекой виднелось большое село Дериевка. Советские разведчики минувшей ночью побывали в этом селе и собрали подробные сведения об обороне противника. Командование приняло решение начать переправу. Фёдор Глухов был парторгом пулемётной роты. Вечером, когда получили приказ на форсирование, он собрал коммунистов и сообщил, что батальон переправляется первым, поэтому основная тяжесть при отражении вражеских контратак ляжет на пулемётчиков.
За полтора часа до рассвета роты приступили к форсированию Днепра. Вражеская артиллерия интенсивно обстреливала левый берег и зеркало реки, но батальон переправился почти без потерь и сходу атаковал противника. Фёдор Глухов выдвинулся на прибрежную высоту, ручными гранатами уничтожил вражеский пулемёт и на его место установил свой «максим». С высоту расстреливал врага, уничтожив более 60 своих солдат и офицеров. Немцы вскоре начали контратаку, которая продолжалась несколько дней подряд. Особенно ожесточёнными они были 6 октября. На участке поредевшего в боях батальона враг бросил в бой 23 танка с автоматчиками. Отсекая пехоту от танков, Фёдор Глухов из своего пулемёта истребил два взвода автоматчиков. Отразив натиск противника, батальон поднялся в атаку и захватил важную в тактическом отношении высоту 122,7. В боях за высоту Глухов уничтожил бронемашину и три пулемёта. В этом бою отважный гвардеец был убит.
Указом Президиума Верховного Совета СССР «О присвоении звания Героя Советского Союза офицерскому, сержантскому и рядовому составу Красной Армии» от 22 февраля 1944 года за «образцовое выполнение боевых заданий командования при форсировании реки Днепр, развитие боевых успехов на правом берегу реки и проявленные при этом отвагу и геройство» удостоен посмертно звания Героя Советского Союза.

## Награды
- Медаль «За боевые заслуги» (3.3.1943)[2]

## Память
- Его именем названа улица в селе Александров Гай.
- На главной усадьбе совхоза «Горькореченский» (позже совхоз имени Ф. Д. Глухова) в 1966 году Ф. Д. Глухову сооружён памятник.
- Имя Героя носила также пионерская дружина школы этого совхоза.
- В 2005 году школе в селе Новоалександровка было присвоено его имя. На территории школы установлен бюст.
- Его имя носит школа в посёлке Основной Новоузенского района.
- Мемориальная доска в память о Глухове установлена Российским военно-историческим обществом на здании Горькореченской семилетней школы, где он учился.
- Его имя высечено на мраморной плите — Аллея Героев в Парке Победы на Соколовой горе г. Саратова и в районной Аллее Славы в селе Александров Гай.